# Caverna Fell
A Caverna Fell (em espanhol: Cueva Fell) é uma formação rochosa que abriga um sítio arqueológico de ocupação humana do período Pleistoceno Superior ao Holoceno Superior, localizado na região chilena de Magalhães, no vale do Rio Chico.

## História
As primeiras ocupações humanas do abrigo ocorreram por volta de 10.395 a 10.835 anos 14C AP. Após este período, ocorreu uma queda de rochas, sepultando os vestígios pré-históricos.
As terras onde se localiza a caverna pertencia a John Fell, que fez escavações amadoras no local. A primeira escavação científica ocorreu entre 1936 e 1937, por Junius Bird, que encontrou artefatos do período Pleistoceno Superior, como ferramentas de pedra, pontas de projéteis do tipo "rabo de peixe" e fogueiras com fragmentos de ossos faunísticos queimados. Os artefatos encontrados nesta primeira expedição foram levados para os Estados Unidos, sob a curadoria da divisão de antropologia do Museu Americano de História Natural de Nova York.

## Características

### A caverna
O abrigo rochoso foi formado pela erosão do rio, esculpindo o arenito, deixando uma superfície argilosa dura. Possui uma área de 92 m² e uma cobertura que está, atualmente, a 3 metros da superfície. A caverna está localizada na região vulcânica oriental de Pali Aike, na Patagônia meridional.

### Artefatos
As fogueiras encontradas no abrigo foram escavadas no chão, medindo cerca de 12,7 centímetros de profundidade e 65 centímetros de diâmetro; nas fogueiras haviam vestígios de pólvora negra fina, lascas de pedras e fragmentos de ossos queimados de cavalos nativos (Hippidion saldiasi), guanaco (Lama guanicoe) e preguiça (Mylodon darwini).

Foram descobertas ferramentas feitas de osso e de pedra, como lascas, raspadores, facas, pontas de projéteis tipo "rabo de peixe" e três pedras em forma de disco.